# Rent-A-Girlfriend
Дівчина для оренди (або Дівчина напрокат) (японською: 彼女 、 お 借 り し ま す, Хепберн: Kanojo, Okarishimasu) — японська серія манґи, написана та проілюстрована Рейджі Міяджіма. Продукт випускається серійно у щотижневому журналі Kodansha Weekly Shonen Magazine з липня 2017 року З загальним тиражем в двадцять вісім томів станом на вересень 2022 року.. Серія ліцензується у Північній Америці видавництвом Kodansha Comics, яка випустила перший том англійською мовою у червні 2020 року.
Адаптація телевізійного серіалу від TMS Entertainment відбулася в якості прем'єрного показу липні 2020 року на блоці Super Animeism.

## Сюжет
Казую Кіношиту покидає його колишня дівчина Мамі Нанамі після місячного знайомства. Він вирішує скористатися онлайн-застосунком, щоб взяти «напрокат» тендітну та красиву дівчину на ім'я Чизуру Мізухара. Оскільки вона здається занадто досконалою, він дає їй низьку оцінку. Коли Чизуру лупцює його за це, він розуміє, що вона не така прекрасна, як йому здавалося. Однак, коли бабуся Казуї в лікарні зазнає травми та опиняється в лікарні, Казуя разом з Чизуру відвідують її, і бабуся захоплюється тим, наскільки Чизуру прекрасна. Казуя продовжує орендувати Чизуру, щоб підтримувати свій статус в очах родини та друзів, але все ускладнюється, оскільки виявляється, що сусіди Казуї відвідують той самий коледж. Пізніше інші працівниці з бізнесу оренди дівчат також приєднуються до побачень і проявляють інтерес до Казуї.

## Персонажі

### Головні
Казуя Кіношита (木ノ下 和也, Kinoshita Kazuya) — двадцятирічний студент коледжу, що живе в Токіо. Через його болюче розлучення з колишньою дівчиною Мамі Нанамі вирішує тимчасово «орендувати» собі дівчину. З плином часу він змушений користуватися послугами Чизуру знову і знову, щоб підтримувати ілюзію стосунків в очах друзів та родини. Поступово розвиває любовні почуття щодо Чизуру. За своїм характером Казуя вельми нерішучий, іноді здається. що він має зовсім не ті мотиви у спілкуванні з іншими, які зовні демонструє. Тим не менш, він має добру вдачу та допомагає людям, що оточують його.
Чизуру Мізухара (水原 千鶴, Mizuhara Chizuru) — студентка коледжу, відома свою діяльністю «дівчини для оренди» у складі компанії Diamond. Вона пишається своїми високими рейтингами та позитивними відгуками від клієнтів і стає дуже агресивною та роздратованою, коли вперше виявляється «осоромленою» Казуєю, який ставить їй низьку оцінку. В школі вона відома як Чизуру Ічиносе, використовуючи прізвище своєї бабусі. Має дуже формальну шкільну зовнішність, носить окуляри з двома заплетеними косами. З плином сюжету, виявляється, що Казуя та Чизуру є сусідами за своїми помешканнями. Чизуру продовжує надавати Казуї свої послуги, не лише для того, щоб допомогти його бабусі, а й розвинути Казую як особистість. Стає відомим, що метою, заради якої Чизуру влаштувалася до бізнесу «орендних дівчат» є розвиток своїх навичок розігрування певних ролей та поведінки в різних ситуаціях, оскільки в майбутньому вона бажає бути акторкою.
Мамі Нанамі (七海 麻美, Nanami Mami) — колишня дівчина Казуї. Має коротку біляву зачіску Ззовні вона видається дружелюбною, але її власницькі та заздрісні риси, подеколи відлякують певних її друзів.. Усвідомлення того, що Казуя має нову дівчину, буквально за місяць після їхнього розлучення. глибоко шокує її.
Рука Сарашина (更科 るか, Sarashina Ruka) — дівчина, яка спершу була представлена як дівчина одного з друзів Казуї. Її волосся оповите пов'язкою у вигляді стрічки. З сюжету стає відомо, що вона, як і Чизуру, працює «дівчиною напрокат» в іншій компанії. Плекає та починає переживати реальні почуття щодо Казуї, коли помічає, з якою турботою Казує ставиться до Чизуру та неї самої. З'ясовується. що в неї є серцеві проблеми, через занадто повільне серцебиття і Казуя, стає першим хлопцем, що змушує її серце битися частіше.
Сумі Сакурасава (桜沢 墨, Sakurasawa Sumi) — "дівчина, яка працює «дівчиною напрокат» в тій самій компанії, що й Чизуру. Навчається на першому курсі коледжу і є новачком в галузі надання орендних послуг в якості дівчини. Має рожеве волосся та збоку її волосся заплетене у коси. Вона, за своєю особистістю, є сором'язливою і за допомогою заохочувань Чизуру починає надавати Казуї свої послуги, з метою покращення своїх здібностей «дівчини напрокат». З часом розвиває дійсні почуття щодо Казуї.

### Другорядні
Наґомі Кіношита (木ノ下 和, Kinoshita Nagomi) — бабуся Казуї за материнською лінією. Звістка про те, що Казуя та Чизуру є парочкою неймовірно її захоплює. Вона, також, є подругою бабусі Чизуру.
Йошиакі Кібе (木部 芳秋, Kibe Yoshiaki) — друг дитинства Казуї та його одногрупник з коледжу. Інколи дає Казуї поради, щодо вирішення його проблем у стосунках з дівчатами.
Шун Курібаяші (栗林 駿, Kuribayashi Shun) — друг та одногрупник Казуї. Має коротке світле волосся та носить окуляри.

## Сюжет (аніме-серіал, перший сезон)
| Назва епізоду                                                            | Сюжет |
| ------------------------------------------------------------------------ | --- |
| 1 еп. «Rent-A-Girlfiend» (укр. «Дівчина для оренди»)                     | Через розлучення зі своєю колишньою дівчиною Мамі Нанамі, Казуя почувається неймовірно розбитим. З відчаю від «орендує» собі одну з найкрасивіших та найчарівніших дівчат сервісу «оренди дівчат» — Чизуру Мізухару. Перше їхнє побачення проходить в океанаріумі. Весь час Чизуру дуже вміло зображує радість та захоплення, але вбитий горем Казуя розуміє, що це лише добре відрепетована гра за внесені гроші. Він влаштовує Чизуру істерику та йому врешті вдається побачити її справжнє я — досить роздратоване. Казуя став першим, хто поставив Чизуру погану оцінку на її сервісі, що призвело до вельми бурхливої сварки між обома. Чизуру агресивно відкидає Казую, велячи тому, ніколи не виходити з нею на зв'язок. Лише одного вона не знає — вони з Казуєю є сусідами у кампуському гуртожитку. |
| 2 еп. «Ex-girlfriend and girlfriend» (укр. «Дівчина та Колишня дівчина») | Чизуру веде подвійне життя та у школі має статус досить шаблонної «зубрилки» про інший бік життя. якої здогадується та знає лише Казуя. Чизуру суворо забороняє йому розповідати іншим про це. У них відбувається ще одне побачення під час якого вони зустрічаються з батьками та бабусею Казуї — Нагомі Кіношитою, яка потрапила до лікарні. Батьки Казуї, та особливо його бабуся неймовірно раді, що їхній син отримав собі нарешті таку вродливу дівчину. Але Чизуру перестає влаштовувати такий стан справ і вона потайки вимагає в Казуї сказати, що вони з Чизуру розлучилися. Казуя довго не наважується. Пізніше він дізнається, що його бабуся дуже щаслива, що має таку гарну невістку і хоче бачити Чизуру частіше. Він благає Чизуру ще раз допомогти йому, але та навідріз відмовляється. Казуя вже майже готовий розповісти своїй бабусі сумні новини, однак Чизуру раптово змінює своє рішення та приходить на зустріч з бабусею Казуї. Пізніше вона лише сказала, що робить це не заради Казуї, а заради його доброї бабусі. |
| 3 еп. "Beach and Girlfriend* (укр. «Дівчина та пляжі»)                   | Казуя вирушає на пляж зі своїми друзями Кібе та Курібаяші. Для годиться він бере з собою і Чизуру, яку вмовляє прийти, домовившись про окремий її платний похід з ним, в якості «орендної дівчини». На пляжі вони неочікувано зустрічаються з колишньою дівчиною Казуї — Мамі Нанамі. Схоже, що Мамі лише вдає, що її почуття до Казуї в минулому, а насправді намагається спокусити Казую, бо не може прийняти той факт. що після їхнього розлучення у нього з'явилася інша дівчина. Заплутавшись у своїх почуттях, Казуя оголосив всім, що він припиняє свої стосунки з Чизуру, через що один з його друзів, Кібе, несамовито б'є його, кажучи, що він поводить себе як повний егоїст та дурбецало. Пізніше, Чизуру та Казуя зустрічаються знову де Чизуру неочікувано хвалить Казую за його «перше мужнє рішення» та ладна попрощатися з ним, але каже, що вона справді мала задоволення бути з ним поруч. |
| 4 еп. «Friend and girlfriend» (укр. «Друг та дівчина»)                   | Попрощавшись з Казуєю, Чизуру збирається повертатися додому, хоча її перестріває Кіба та орендує її на короткий проміжок часу, щоб розповісти їй більше про Казую, їхні спільні роки та мотиви. які можуть бути в Казуї, коли він вдається до певних рішень, кроків чи дій. Казуя підслуховує їхню розмову неподалік. Будучи виявленим Чизуру, він зізнається. в тому що має змішані та незрозумілі почуття. Чизуру, однак, продовжує повторювати, що все між ними скінчено. Окрім цього, Казуя отримує він Мамі повідомлення, що вона чекає його біля басейну для їхнього побачення. Разом з Чизуру, Казуя сідає на катер та вирушає до кампусу. але Чизуру, стало зле від почуттів, що переповнювали її і вона падає за борт та тоне. Казуя, не розмірковуючи ані хвилини стрибає за нею та рятує свою «орендну» дівчину. Пізніше Чизуру перша приходить до тями на березі і смертельно хвилюється, вважаючи що Казуя дійсно помер. Але він оклигує і їх вчасно знаходять рятувальники. |
| 5 еп. «Hot springs and girlfriend» (укр. «Гарячі купальні та дівчина»)   | Після інциденту з Чизуру на катері, почуття Казуї отримали різкий перелом. Його бабуся для оздоровлення за сімейною традицією бере його на гарячі купальні де зустрічається зі своєю давньою подругою — бабусею Чизуру. Виявляється, що вона такою прийшла до цих купалень зі своєю онукою. Обидві бабусі заселяються до спільної кімнати, а Казуя та Чизуру опинаються у одній — власній. Після довгих певних незручностей, обоє ночують разом в одній кімнаті. Але Казуя не може ніяк заснути. Він промовляє свої почуття до Чизуру, вважаючи, що вона вже спить. Однак, на його здивування. вона йому відповідає, пояснюючи всі свої почуття, те, чим вона займається та мету цієї її діяльності. |
| 6 еп. «Girlfriend and Girlfriend» (укр. «Дівчина та Дівчина»)            | Під час свого буденного перебування в кампусі, Казуя дізнається що його друг Курібаяші отримав собі нову дівчину. Перед цим йому зустрілася одна вельми гарна дівчина, з якою він випадково зіштовхнувся з нею. Дівчина була вельми гарною. Пізніше, Курібаяші влаштовує подвійне побачення з нею, та Казуєю та Чизуру. Там Казуя дізнається, що дівчина, з якою він зіштовхнувся до цього — нова дівчина Курібаяші, звати її Рука. Перше їхнє спільне побачення відбулося у секції скелелазання, в якій Чизуру та Курібаяші вельми гарною показали себе, а Рука та Казуя були вельми невмілими. Рука підозрює, що Чизуру не є справжньою дівчиною Казуї, через що вона сильно лякається. Казуя намагається зрозуміти, що саме рука знає про них. Скориставшись тимчасовою відсутністю Курібаяші, Рука починає питати у Казуї та Чизуру, чи є вони парою та під'южує Чизуру поцілувати Казую, щоб довести що вона справжня його дівчина. Навіть після того, як всі вони вчотирьох розходяться, Казую не покидає тривога і він вирішує прослідкувати з Рукою. Врешті, після довгих суперечок, стає відомо, що Рука, так само як і Чизуру, є дівчиною «для оренди». |
| 7 еп. «Provisional girlfriend» (укр. «Тимчасова дівчина»)                | Рука розвиває міцніші почуття до Казуї, та зізнається йому, що він є її першим хлопцем, що змусив її серце битися так часто. навіть показуючи при цьому свій апарат для вимірювання серцебиття. Казуя, відмовляється від контактів, бо він має свою дівчину — Чизуру, а також тому, що вона, Рука, є дівчиною його друга, Курібаяші. Випадково той застає Руку та Казую разом та тікає в сльозах. Чизуру дізнається що Рука також є дівчиною з іншої компанії «оренди дівчат». Рука дізнається про контакти Казуї та Чизуру та вислідковує де вони живуть. Вона вимагає, щоб Чизуру дала Казуї спокій, заявляючи. що вона є тепер його справжньою дівчиною. Казуя, не палає бажанням бути разом з Рукою, але через сльози останньої, та за порадою Чизуру врешті погоджується бути хлопцем Руки. |
| 8 еп. «Christmas and girlfriend» (укр. «Дівчина та Різдво»)              | Незважаючи на постійну пристуність Руки у своєму житті Казуя не може забути Чизуру. Якось. гуляючи містом, він випадково зустрічає її з якимось хлопцем. Сумніви пожираючи хлопця зсередини. Він впевнений, що це її «справжній» хлопець. Він слідкує за обома та бесіда цього хлопця з Чизуру видається йому вельми романтичною. Збираючись вже йти, Казуя раптом підслуховує розмову супутника Чизуру і у нього складається враження. що він ошуканець, який намагається заманити Чизуру до лап негідників для тілесної експлуатації. Однак, пізніше, випадково виявивши себе, Казуя дізнається всю правду: Чизуру працює у сервісі оренди дівчат. відпрацьовуючи свої навички. оскільки хоче стати професійною акторкою. Чизуру дає перший подарунок Казуї — чохол для його смартфону. Казує зізнається, що це Різдвом є одним з найкращих в його житті. |
| 9 еп. «Lies and girlfriend» (укр. «Дівчина та брехня»)                   | Руці не до вподоби неприпинені контакти Казуї та Чизуру. Вона викликає Казую до місця зустрічі — готелю кохання. де починає його питати про мотиви продовжувати свої «фейкові» відносини з Чизуру та дізнається про те, що Чизуру подобається його родині. Щоб усунути цю перешкоду, Рука вирішує особисто з'явитися до родини Казуї та представити себе, як його справжня дівчина. Бабусю Казуї це дуже плутає. Вона віддає перевагу Чизуру, хоча й не показує цього Руці безпосередньо. Рука вирішує сама розповісти бабусі Казуї про те, хто Чизуру така насправді, але ніжність та любов бабусі до Чизуру розчулює її і вона вирішує змовчати, хоча потім і заявляє, що від Казуї вона не відмовляється та буде за нього змагатися. |
| 10 еп. Friend's girlfriend (укр. «Дівчина друга»)                        | Казуя влаштовується на роботу до караоке-бару, в якості прибиральника. Він дізнається, що його друг Курібаяші, досі не може пережити віроломства Руки та перебуває в розпачі. Намагаючись подбати про друга, Казуя вмовляє Чизуру сходити на фейкове побачення з Курібаяші, аби розрадити останнього та дати йому нові сили. Курібаяші отримує від Казуї повідомлення, що одна дуже гарна дівчина бажає з ним зустрітися. Він ставиться до цього дуже недовірливо, вважаючи що Казуя просто вирішив познущатися з нього ще. Однак, він впізнає ту саму Чизуру, «дівчину» Казуї, яка була з ним. Гарно проведений час разом з Чизуру в парку розваг та раптова поява Казуї та примирення двох друзів повертає Курібаяші його силу та ентузіазм. |
| 11 еп. «Truth and girlfriend» (укр. «Дівчина та правда»)                 | Одна з гарних знайомих Чизуру, Сакурасава Сумі дебютує в сфері «оренди дівчат», в якості новачка. Через її надзвичайну сором'язливість та невпевненість в собі, вона не може похвалитися великими здобутками та звертається до Чизуру за допомогою, оскільки дуже поважає останню. Чизуру просить Казую допомогти Сакурасаві, влаштувавши їй «тренувальне побачення» з собою. Казу намагається дати Сакурасаві більше сили, але вона стає надзвичайно сором'язливою та ледь може розмовляти з ним. Раптово, в місці для боулінгу, Сакурасава разом з Казуєю наштовхуються на неприязних забіяк, які починають чіплятися до Сакурасави, але Казуєх вдається її оперативно визволити. На цьому їхні сюрпризи не скінчуються оскільки їх помічає колишня Казуї — Мамі Нанамі. Саме завдяки її Сакурасава набирається сміливості заявити, що Казуя — її хлопець |
| 12 еп. «Confession and girlfriend» (укр. «Дівчина та зізнання»)          | Нанамі дізнається ким насправді є Чизуру та влаштовує їй власне фейкове побачення в караоке барі, де працює Казуя та Рука. Мамі докладно розпитує в Чизуру, що вони разом робили з Казуєю та хвалить її видатні акторські здібності, навіть заплативши за таке їхнє «побачення». Казує підслуховує всю їхню розмову та, зімітувавши хворобу, продовжує слідкувати за обома аж до мосту. Чизуру, несамовито та відчайдушно прохає Мамі повернутися до Казуї, кажучи. що Казуя так і не зміг її забути та те, що вона розуміє його справжні почуття. Мамі лише відказує, що це їхня з Казуєю особисто справа. Казуя чітко починає розуміти, що він закохався в Чизуру після цього і навіть ніяково зізнається їй в цьому. Чизуру глибоко шокована його зізнанням, хоча й починає клеїти дурника, та вдавати, що не зрозуміла, що він мав на увазі. Казуя відчайдушно вірить, що він бачить Чизуру востаннє, але та, також несамовито захоплена почуттями від його зізнання в коханні. |